# Bruzdniczek cienkokapeluszowy

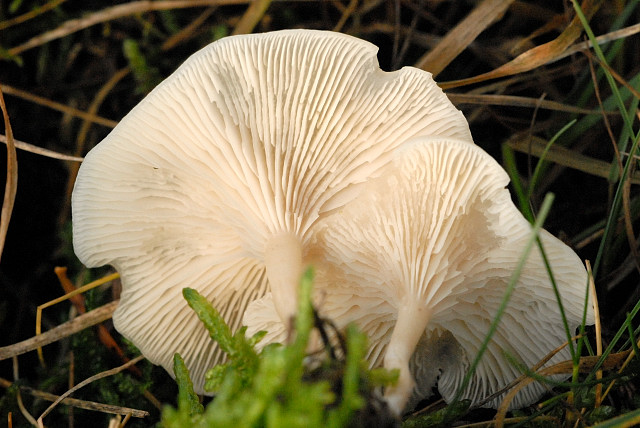

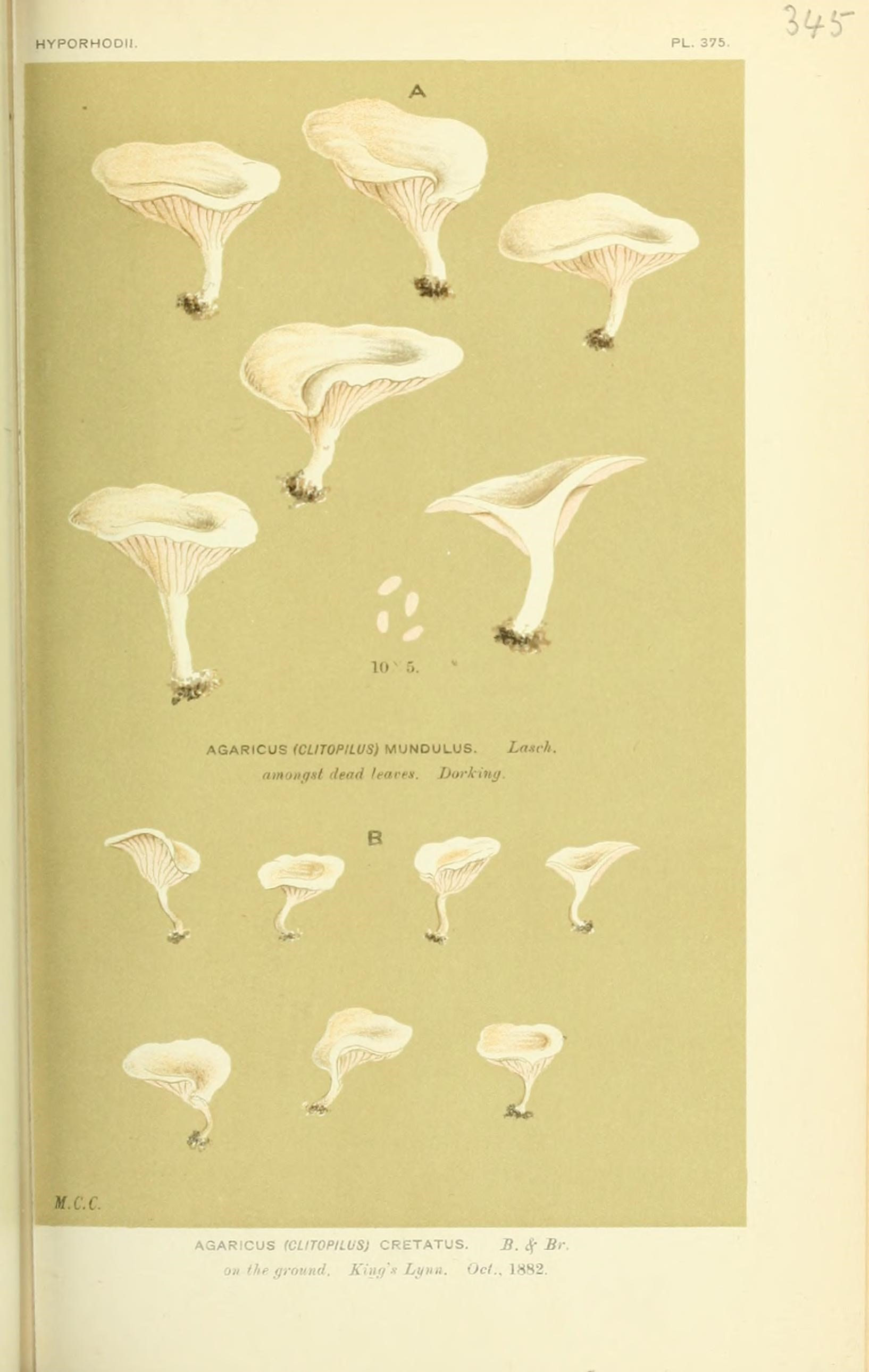

Bruzdniczek cienkokapeluszowy (Clitopilus scyphoides (Fr.) Singer) – gatunek grzybów należący do rodziny dzwonkówkowatych (Entolomataceae).

## Systematyka i nazewnictwo
Pozycja w klasyfikacji według Index Fungorum: Clitopilus, Entolomataceae, Agaricales, Agaricomycetidae, Agaricomycetes, Agaricomycotina, Basidiomycota, Fungi.
Po raz pierwszy takson ten zdiagnozował w 1821 r. Elias Fries nadając mu nazwę Agaricus scyphoides. Obecną, uznaną przez Index Fungorum nazwę nadał mu w 1946 r. Rolf Singer przenosząc go do rodzaju Clitopilus.
Synonimów ma około 20. Niektóre z nich:

- Clitocybe scyphoides (Fr.) P.D. Orton 1960
- Clitopilus giovanellae var. omphaliiformis Joss. 1955
- Clitopilus intermedius Romagn. 1954
- Clitopilus scyphoides f. omphaliiformis (Joss.) Noordel. 1984
- Clitopilus scyphoides f. reductus Noordel. 1984
- Clitopilus scyphoides var. intermedius (Romagn.) Noordel. 1984
- Clitopilus scyphoides var. omphaliiformis (Joss.) E. Ludw. 2001
- Clitopilus scyphoides var. reductus (Noordel.) E. Ludw., 2001

Nazwę polską zaproponował Władysław Wojewoda w 2003 r.

## Morfologia
Kapelusz
Bardzo cienki, o średnicy 5–15 mm, początkowo wypukły, potem wyprostowany, w końcu mniej lub bardziej lejkowato wklęsły, niehigrofaniczny. Powierzchnia biała, matowa, nieprzeźroczysta (blaszki nie prześwitują), lekko chropowata lub aksamitna (pod lupą).
Hymenofor
Blaszkowy. Blaszki w liczbie 20–35, umiarkowanie odległe, zbiegające, o szerokości do 4 mm. Początkowo są białe, później różowobrązowe z przebarwionym ostrzem.
Trzon
Wysokość 5–20 mm, średnica 0,5–2 mm, cylindryczny czasami z lekko nabrzmiałą podstawą, centralny, mimośrodowy lub boczny. Czasami brak trzonu. Powierzchnia naga lub delikatnie oprószona (pod lupą), od hialinowej (przeźroczystej i bezbarwnej) do bladożółtej.
Kontekst
Bardzo cienki, biały, o mącznym zapachu i smaku.
Cechy mikroskopowe
Zarodniki o rozmiarach 6,0–8,5 × 3,5–9,0 (11) μm. Kształt elipsoidalny z wyraźnymi żebrami na powierzchni. Podstawki 4-sterygmowe, o rozmiarach 15–30 × 5–10 μm. Strzępki w zewnętrznej warstwie kapelusza są cylindryczne, o grubości 2–5 μm, cylindryczne, splątane. Pigmentu brak.

## Występowanie i siedlisko
W Europie jest szeroko rozprzestrzeniony. W Polsce rozprzestrzenienie i częstość występowania nie są znane. W piśmiennictwie naukowym na terenie Polski do 2003 r. podano 5 stanowisk, wszystkie dawne – od 1898 do 1953 r.. Więcej i aktualnych stanowisk tego gatunku podają natomiast hobbyści na internetowej stronie Atlasu grzybów Polski. Bruzdniczek cienkokapeluszowy jest tutaj zaliczony do grzybów chronionych i zagrożonych.
Występuje pojedynczo lub w małych grupach, na ziemi lub na szczątkach roślin i mchów na słabo zarośniętych pastwiskach, a także w lasach liściastych, zwłaszcza na glebie piaszczystej.

## Znaczenie
Saprotrof. Zawiera substancję o nazwie pleuromutylina, charakteryzującą się właściwościami antybiotycznymi oraz przeciwwirusowymi, aktywnymi także w stosunku do wirusa grypy PRg.